# ロージー (アルバム)
| 専門評論家によるレビュー | 専門評論家によるレビュー |
| レビュー・スコア         | レビュー・スコア         |
| 出典                     | 評価                     |
| ------------------------ | ------------------------ |
| オールミュージック       | [ 1 ]                    |

『ロージー』(Rosie)は1973年にリリースされたフォークロックグループ、フェアポート・コンヴェンションによる8枚目のスタジオアルバム。
オーストラリア人シンガーソングライター兼ギタリストのトレヴァー・ルーカスとアメリカ人リードギタリストのジェリー・ドナヒューをフィーチャーした最初のアルバムとなる。二人は以前、短命に終わったフォザリンゲイでルーカスの配偶者である元フェアポートのサンディ・デニーとともにプレイしていた。サイモン・ニコルが元メンバーであるアシュリー・ハッチングスのアルビオン・バンドに参加するためにフェアポートから脱退し、1976年に再加入するまでの間は創立メンバー無しの状態が続いた。
ドラマーのデイヴ・マタックスもしばらくの間アルビオン・バンドに参加していたが、『ロージー』の制作中に復帰した。マタックスは全10曲中4曲のみの演奏となる。他の曲ではティム・ドナルドとジェリー・コンウェイが交互にドラムを担当した。ドナヒューやルーカスと同様にコンウェイも元フォザリンゲイであり、1998年にフェアポートのメンバーとなって今日に至っている。

## トラックリスト

### サイド1
1. 「ロージー」（デイヴ・スウォーブリック）
2. 「マタイ、マルコ、ルカ＆ヨハネ」（デイヴ・ペグ、スウォーブリック）
3. 「ナイツ・オブ・ザ・ロード」（トレバー・ルーカス、ピーター・ロシュ）
4. 「ペギーズ・パブ」（ペグ）
5. 「プレインズマン」（作詞：ピーター・ロッシュ/作曲：トラディショナル、アレンジ：トレバー・ルーカス）

### サイド2
1. 「ハンガリアン狂詩曲」（ペグ）
2. 「マイ・ガール」（スウォーブリック）
3. 「ミー・ウィズ・ユー」（スワーブリック）
4. 「ヘンズ・マーチ・スルー・ザ・ミドン＆ザ・フォー・ポスター・ベッド」（トラディショナル、フェアポートコンベンション編曲）
5. 「ファーズ・アンド・フェザーズ」（スウォーブリック）

2004年のアイランド版には以前のトラックに加えて1973年4月23日にロンドンのハウフでライブ録音された以下のボーナストラックも収録された。 
1. 「マタイ、マルコ、ルカ＆ヨハネ」（ペグ、スウォーブリック）
2. 「ヘンズ・マーチ・スルー・ザ・ミドン＆ザ・フォー・ポスター・ベッド」（トラディショナル、フェアポートコンベンション編曲）
3. 「ロージー」（リミックス）
4. 「クロウ」（ジェリー・リード）
5. 「ファーズ・アンド・フェザーズ」（スウォーブリック）

## パーソネル

### フェアポート・コンヴェンション
- デイヴ・スウォーブリック：ボーカル、フィドル、ヴィオラ、マンドリン（4）、アコースティックギター（7）
- トレヴァー・ルーカス：ボーカル、6弦および12弦のアコースティックギター
- ジェリー・ドナヒュー：ギター、バッキングボーカル
- デイヴ・ペグ：ボーカル、ベース、マンドリン（4）
- デイヴ・マタックス：ドラムス（4,9,10）、パーカッション（8）、ピアノ（6）

### 追加パーソネル
- リチャード・トンプソン：エレクトリックおよび12弦ギター（「ロージー」）
- サンディ・デニー：バッキング・ボーカル（「ロージー」）
- リンダ・ピーターズ：バッキングボーカル（「ロージー」）
- ジェリー・コンウェイ：ドラムス（「ロージー」、「道の騎士」、「平原」）
- ティム・ドナルド：ドラムス（「マシュー、マーク、ルーク＆ジョン」、「ハンガリーのラプソディ」、「マイガール」）（1946年9月29日生まれ、 サマセット ブリストル ）
- ラルフ・マクテル：アコースティックギター（「ミー・ウィズ・ユー」）